# Diphénylamine
La diphénylamine est un composé aromatique de formule brute C12H11N. Elle est constituée de deux groupes phényle reliés par un groupe amine.

## Utilisation
Elle est utilisée pour la fabrication de colorants, la stabilisation des explosifs contenant de la nitrocellulose ou du celluloïd.
En chimie analytique, on l'utilise pour la détection des nitrates, des chlorates et autres substances oxydantes avec lesquels elle donne une couleur bleu profond en présence d'acide sulfurique.
Elle est également utilisée pour l'entreposage des pommes et des poires, où on fait appel à ses propriétés fongicides. Le produit ne doit pas contenir plus de 2 mg·kg-1 d'amino-4-diphényle. Les formules commerciales ont une concentration de 100 à 318 g·l-1 et sont appliquées en émulsion ou en nébulisation à chaud.

## Propriétés physico-chimiques
La diphénylamine se décolore à la lumière.

## Production et synthèse
La diphénylamine est préparée en chauffant de l'aniline avec de l'hydrochlorure d'aniline.